# Gran Premio d'Ungheria 2017
Il Gran Premio d'Ungheria 2017 è stata l'undicesima prova della stagione 2017 del campionato mondiale di Formula 1. Tenutasi domenica 30 luglio 2017 sul circuito dell'Hungaroring, è stata vinta dal tedesco Sebastian Vettel su Ferrari, al suo quarantaseiesimo successo nel mondiale. Vettel ha preceduto al traguardo il suo compagno di squadra, il finlandese Kimi Räikkönen e l'altro finlandese Valtteri Bottas su Mercedes.
Questo Gran Premio segna l'ultima gara in F1 per Paul di Resta.

## Vigilia

### Sviluppi futuri
La scuderia statunitense Haas conferma Romain Grosjean e Kevin Magnussen, quali piloti titolari, anche per la stagione 2018.
Lo Strategy Group della Formula 1 decide per l'introduzione, a partire dalla stagione 2018, dell'Halo, la protezione per la testa dei piloti, fissata sulla scocca della vettura.
La FIA stabilisce che, i test intrastagionali, nel 2018, si effettueranno al circuito di Catalogna, tra il 15 e 16 maggio, e sull'Hungaroring, tra il 31 luglio e 1º agosto.
La Sauber e la Honda non trovano l'accordo definitivo per la fornitura, da parte della casa nipponica, dei propulsori alla scuderia elvetica, a partire dal 2018. La Sauber continuerà così a utilizzare i motori della Ferrari, come già in questa stagione, ma, dal 2018, potrà fare affidamento all'ultima evoluzione, e non ai motori dell'anno precedente, come accade nel 2017.

### Aspetti tecnici
Per questa gara la Pirelli, fornitrice unica degli pneumatici, porta gomme di mescola media, morbida e supermorbida. La FIA stabilisce due zone per l'utilizzo del Drag Reduction System: la prima sul rettifilo dei box, la seconda tra la curva 1 e la curva 2. Vi è un unico punto per la determinazione del distacco, fissato prima della curva 14.
La Sauber porta una evoluzione della sua C36, con modifiche all'aerodinamica, al fondo piatto e al raffreddamento. Anche la Red Bull Racing presenta una vettura evoluta, nel disegno delle pance, accompagnato da un nuovo pacchetto aerodinamico.
La FIA impone alla Red Bull Racing di mettere un fissaggio all'ala anteriore, per evitare che il marciapiede arcuato, esterno alla paratia laterale, possa flettersi, come evidenziato nel precedente gran premio.

### Aspetti sportivi
Nella prima sessione di prove libere Antonio Giovinazzi ha preso il posto di Kevin Magnussen alla Haas, mentre Alfonso Celis Jr. quello di Esteban Ocon alla Force India.
L'ex pilota di Formula 1, il britannico Derek Warwick, è nominato commissario aggiunto per la gara. Ha svolto già in passato tale funzione, l'ultima al Gran Premio di Monaco.
In questa stagione, la Pirelli torna a sponsorizzare il Gran Premio, come già fatto nelle edizioni 2014 e 2015.

## Prove

### Resoconto
Daniel Ricciardo, su Red Bull Racing, è il più veloce nella prima sessione di prove libere. L'australiano sfiora il record della pista, precedendo, di poco più di due decimi, Kimi Räikkönen. Poco più dietro ha chiuso Lewis Hamilton.  Räikkönen è stato fermo a lungo ai box, per la necessità della sua scuderia di sistemare prima il sedile al pilota finlandese, poi di controllare il retrotreno della vettura. Le due Mercedes, invece, hanno utilizzato la sessione per cercare il miglior assetto per la gara. Più staccato è risultato invece l'altro ferrarista, Sebastian Vettel, autore anche di un testacoda.
La sessione è stata chiusa anticipatamente, dopo che Jolyon Palmer ha danneggiato l'ala anteriore della sua Renault, nella parte finale delle prove, passando sopra un cordolo. La direzione di gara ha interrotto la sessione con bandiere rosse, per consentire di pulire il tracciato.  Anche nella prima fase, la sessione era stata interrotta, per un incidente che aveva coinvolto Antonio Giovinazzi, che con una Haas, è stato autore di un'uscita di pista. Anche l'altro pilota impiegato dalla scuderia statunitense, Romain Grosjean, è stato protagonista di un'uscita di pista, con successivo urto contro le barriere; la scuderia è stata comunque capace di riparare la monoposto dopo circa tre quarti d'ora, rimandando in pista il pilota francese.
Ricciardo si è confermato il più rapido anche nella seconda sessione, ove è riuscito a limare ancora il tempo del mattino. In questa sessione si è piazzato al secondo posto Sebastian Vettel, che ha preceduto le due Mercedes. Anche questa sessione è stata interrotta per un incidente, che ha visto coinvolto Pascal Wehrlein, della Sauber. Il tedesco è uscito di pista alla curva 13, sbattendo contro le barriere e finendo in testacoda. La vettura si è infilata in un varco presidiato dai commissari, sbattendo ancora. La monoposto è risultata distrutta, ma il pilota è rimasto incolume, anche se è stato portato, per precauzione, al centro medico del circuito, avendo la decelerazione superato i 25G. S'ipotizza che l'uscita di pista sia dovuta al cedimento dell'alettone posteriore.
Kimi Räikkönen ha provato il pacchetto di novità aerodinamiche che al mattino erano state testate da Vettel, ma è stato limitato da un problema alla power unit poi risolta. Palmer, dopo l'incidente della prima sessione, ha invece perso parte della seconda, per la necessità di riparazione, ed è stato poi nuovamente protagonista di un incidente, con uscita di pista. Anche Kevin Magnussen ha potuto disputare solo parte della sessione, per la necessità dei meccanici del suo team di rimettere in funzione la vettura danneggiata da Giovinazzi, nella prima sessione. Al termine delle prove Nico Hülkenberg è penalizzato di 5 posizioni, sulla griglia di partenza, per aver sostituito il cambio.
Nella notte tra venerdì e sabato Felipe Massa accusa un malessere, tanto da essere portato per accertamenti in un ospedale di Budapest; visto il miglioramento delle condizioni di salute il brasiliano partecipa alle terze prove libere.
La Scuderia Ferrari monopolizza i primi due posti della graduatoria, nelle libere del sabato. Sebastian Vettel ottiene anche il record della pista (con un tempo di un secondo e mezzo inferiore al precedente limite), staccando di quasi mezzo secondo il suo compagno di team Kimi Räikkönen. Il finlandese ha effettuato la sessione senza gli aggiornamenti aerodinamici utilizzati dal tedesco. Al terzo posto si è classificato Valtteri Bottas, unico altro a scendere sotto il muro del minuto e diciotto, mentre Max Verstappen, quarto, ha preceduto Lewis Hamilton; il vicecampione del mondo ha ottenuto una buona performance con le gomme soft, mentre è stato meno competitivo con le supersoft. Daniel Ricciardo non ha potuto completare la sessione per un guasto al cambio, mentre Massa ha preferito abbandonare, per le non perfette condizioni fisiche. La Williams decide di sostituirlo, per il resto del weekend, con Paul di Resta. Il britannico ha già corso 58 gran premi di F1, l'ultimo al Gran Premio del Brasile 2013. Utilizza il numero 40, che mancava, in gara, dal Gran Premio di Francia 1989, usato da Gabriele Tarquini. Per la prima volta dal Gran Premio di San Marino 1982, un pilota brasiliano non è presente sulla griglia di partenza.

### Risultati
Nella prima sessione del venerdì si è avuta questa situazione: 
| Pos | Nº | Pilota           | Costruttore               | Tempo    | Gap    | Giri |
| --- | -- | ---------------- | ------------------------- | -------- | ------ | ---- |
| 1   | 3  | Daniel Ricciardo | Red Bull Racing-TAG Heuer | 1'18"486 |        | 31   |
| 2   | 7  | Kimi Räikkönen   | Ferrari                   | 1'18"720 | +0"234 | 20   |
| 3   | 44 | Lewis Hamilton   | Mercedes                  | 1'18"858 | +0"372 | 31   |

Nella seconda sessione del venerdì si è avuta questa situazione: 
| Pos | Nº | Pilota           | Costruttore               | Tempo    | Gap    | Giri |
| --- | -- | ---------------- | ------------------------- | -------- | ------ | ---- |
| 1   | 3  | Daniel Ricciardo | Red Bull Racing-TAG Heuer | 1'18"455 |        | 32   |
| 2   | 5  | Sebastian Vettel | Ferrari                   | 1'18"638 | +0"183 | 28   |
| 3   | 77 | Valtteri Bottas  | Mercedes                  | 1'18"656 | +0"201 | 33   |

Nella sessione del sabato mattina si è avuta questa situazione: 
| Pos | Nº | Pilota           | Costruttore | Tempo    | Gap    | Giri |
| --- | -- | ---------------- | ----------- | -------- | ------ | ---- |
| 1   | 5  | Sebastian Vettel | Ferrari     | 1'17"017 |        | 17   |
| 2   | 7  | Kimi Räikkönen   | Ferrari     | 1'17"492 | +0"475 | 16   |
| 3   | 77 | Valtteri Bottas  | Mercedes    | 1'17"914 | +0"897 | 15   |

## Qualifiche

### Resoconto
Paul di Resta è il primo a uscire, per cercare di prendere confidenza con la vettura. Valtteri Bottas sporca il primo tentativo, per un errore, mentre il tempo di Hamilton è battuto subito da quello delle Ferrari. Il britannico sa poi scalare secondo, alle spalle di Kimi Räikkönen, per poi essere sopravanzato ancora da Sebastian Vettel. Le Red Bull Racing s'intercalano tra le Mercedes, e le sei monoposto più veloci precedono le McLaren e le Renault.
Romain Grosjean passa dodicesimo, mentre il compagno di team Kevin Magnussen, rimonta al tredicesimo posto. I due sono passati, nella classifica dei tempi, prima da Carlos Sainz Jr., poi da Esteban Ocon. Sergio Pérez migliora, a sua volta, e pone Magnussen tra gli eliminati.
Di Resta continua a migliorare i suoi tempi, non però in maniera sufficiente, per entrare nella Q2, così come Lance Stroll, l'altro pilota della Williams. Daniil Kvjat esce di pista alla curva 4, e rientra sul tracciato al sopraggiungere di Pérez, ostacolandolo in giro rapido. Il messicano passa alla seconda sessione, mentre sono eliminate le due Sauber, le due Williams e Magnussen. A seguito di questa manovra, il russo della Scuderia Toro Rosso è penalizzato di tre posizioni sulla griglia e di un punto sulla Superlicenza.
Immediatamente, le Ferrari e le Mercedes escono in pista, nella seconda sessione; anche in questo caso le vetture italiane dimostrano maggiore competitività. Romain Grosjean si blocca nel suo primo tentativo veloce, senza però subire danni alla vettura. Verstappen segna il terzo tempo, mentre, dietro alle 6 vetture più veloci, s'installano, almeno in un primo momento, le due Force India. Successivamente sia le McLaren che le Renault dimostrano velocità, con Nico Hülkenberg che scala sesto.
Nell'ultimo tentativo della sessione Lewis Hamilton ottiene il record della pista, con 1’16"693; migliora anche Stoffel Vandoorne, così come Sainz, che entra tra i qualificati alla fase finale; poco dopo Esteban Ocon commette un errore, ed è solo undicesimo. Non si migliora nemmeno Kvjat, Jolyon Palmer e Sergio Pérez migliorano ma non sufficientemente per passare alla Q3. Completa il quadro degli eliminati Grosjean.
In Q3 Bottas batte subito il record della pista, ma, poco dopo, Sebastian Vettel fa segnare l'eccezionale 1’16"276; Hamilton commette un errore di guida che lo costringe ad abortire il primo tentativo; l'altro pilota della Ferrari, Kimi Räikkönen chiude secondo, a sei decimi da Vettel. terzo è Daniel Ricciardo, davanti a Hülkenberg, Alonso e Vandoorne. Poco dopo Max Verstappen strappa il terzo posto al suo compagno alla Red Bull.
Nel suo unico, e ultimo, tentativo Hamilton si lamenta per delle vibrazioni alle gomme. Chiude terzo, dietro a Vettel e Bottas. Il tedesco e Räikkönen migliorano nel primo settore, mentre Ricciardo chiude quinto. Räikkönen prende la seconda posizione, e Vettel si conferma in pole position.

### Risultati
Nella sessione di qualifica si è avuta questa situazione:
| Pos                         | Nº | Pilota            | Costruttore               | Q1       | Q2       | Q3       | Griglia |
| --------------------------- | -- | ----------------- | ------------------------- | -------- | -------- | -------- | ------- |
| 1                           | 5  | Sebastian Vettel  | Ferrari                   | 1'17"244 | 1'16"802 | 1'16"276 | 1       |
| 2                           | 7  | Kimi Räikkönen    | Ferrari                   | 1'17"364 | 1'17"207 | 1'16"444 | 2       |
| 3                           | 77 | Valtteri Bottas   | Mercedes                  | 1'18"058 | 1'17"362 | 1'16"530 | 3       |
| 4                           | 44 | Lewis Hamilton    | Mercedes                  | 1'17"492 | 1'16"693 | 1'16"707 | 4       |
| 5                           | 33 | Max Verstappen    | Red Bull Racing-TAG Heuer | 1'17"266 | 1'17"028 | 1'16"797 | 5       |
| 6                           | 3  | Daniel Ricciardo  | Red Bull Racing-TAG Heuer | 1'17"702 | 1'17"698 | 1'16"818 | 6       |
| 7                           | 27 | Nico Hülkenberg   | Renault                   | 1'18"137 | 1'17"655 | 1'17"468 | 12      |
| 8                           | 14 | Fernando Alonso   | McLaren-Honda             | 1'18"395 | 1'17"919 | 1'17"549 | 7       |
| 9                           | 2  | Stoffel Vandoorne | McLaren-Honda             | 1'18"479 | 1'18"000 | 1'17"894 | 8       |
| 10                          | 55 | Carlos Sainz Jr.  | Toro Rosso                | 1'18"948 | 1'18"311 | 1'18"912 | 9       |
| 11                          | 30 | Jolyon Palmer     | Renault                   | 1'18"699 | 1'18"415 | N.D.     | 10      |
| 12                          | 31 | Esteban Ocon      | Force India-Mercedes      | 1'18"843 | 1'18"495 | N.D.     | 11      |
| 13                          | 26 | Daniil Kvjat      | Toro Rosso                | 1'18"702 | 1'18"538 | N.D.     | 16      |
| 14                          | 11 | Sergio Pérez      | Force India-Mercedes      | 1'19"095 | 1'18"639 | N.D.     | 13      |
| 15                          | 8  | Romain Grosjean   | Haas-Ferrari              | 1'19"085 | 1'18"771 | N.D.     | 14      |
| 16                          | 20 | Kevin Magnussen   | Haas-Ferrari              | 1'19"095 | N.D.     | N.D.     | 15      |
| 17                          | 18 | Lance Stroll      | Williams-Mercedes         | 1'19"102 | N.D.     | N.D.     | 17      |
| 18                          | 94 | Pascal Wehrlein   | Sauber-Ferrari            | 1'19"839 | N.D.     | N.D.     | 18      |
| 19                          | 40 | Paul di Resta     | Williams-Mercedes         | 1'19"868 | N.D.     | N.D.     | 19      |
| 20                          | 9  | Marcus Ericsson   | Sauber-Ferrari            | 1'19"972 | N.D.     | N.D.     | 20      |
| Tempo limite 107%: 1'22"651 |    |                   |                           |          |          |          |         |

In grassetto sono indicate le migliori prestazioni in Q1, Q2 e Q3.

## Gara

### Resoconto
Alla partenza, Max Verstappen e Daniel Ricciardo sopravanzano Lewis Hamilton; poco dopo, alla curva 2, Verstappen blocca le gomme e va a speronare il lato sinistro del compagno di squadra, che è costretto al ritiro. Entra la Safety Car, che uscirà al sesto giro, mentre al pilota olandese della Red Bull viene assegnata una penalità di 10 secondi, da scontare al momento della sosta ai box. La gara è comandata dal duo della Scuderia Ferrari, Sebastian Vettel-Kimi Räikkönen, che precedono Valtteri Bottas. Dietro a Verstappen e Hamilton vi sono Carlos Sainz Jr., Fernando Alonso, Sergio Pérez e Stoffel Vandoorne.
Dopo che la vettura di sicurezza rientra ai box, le due Ferrari iniziano a fare l'andatura, accumulando un vantaggio di circa 12 secondi sugli inseguitori. Poco dopo, al giro 20, Romain Grosjean, nelle ultime posizioni a causa di un contatto alla partenza, fa il suo pit-stop, ma non gli viene avvitata bene una gomma, ed è costretto al ritiro. Il leader di gara, Sebastian Vettel, inizia ad accusare dei problemi allo sterzo, che tende verso sinistra. A causa di questo problema Räikkönen e Bottas iniziano a guadagnare sul leader della gara.
Tra il trentesimo e trentatreesimo passaggio effettuano la sosta sia le due Ferrari, che le due Mercedes; la classifica è invariata, tranne che per Verstappen, che non avendo cambiato le gomme, scala in testa, tra il 34º e 42º giro, quando anche lui si ferma ai box, per montare i nuovi pneumatici. L'olandese rientra in pista quinto, anche a causa della penalità scontata ai box. I piloti della Mercedes riguadagnano molto terreno, e grazie ad un migliore passo sulle gomme soft, si fanno a ridosso del duo della Ferrari.
Al giro 35 vanno al cambio gomme, assieme, i due spagnoli Sainz e Alonso, col primo che mantiene il vantaggio. Due giri dopo però, il pilota della McLaren è capace di passare quello della Toro Rosso.
Al giro 42 Valtteri Bottas fa passare il compagno di squadra alla curva 1, per consentirgli un attacco su Kimi Räikkönen, che però riesce a difendersi. Al giro 57 c'è un lungo di Verstappen, che però mantiene la vettura entro la via di fuga in asfalto.
Niente può più ostacolare le Ferrari, con Sebastian Vettel che sigla la sua 46° vittoria in carriera, la settima con il Cavallino Rampante e la quarta della stagione. Hamilton, all'ultima curva, non essendo riuscito a prendere la posizione a Kimi Räikkönen, restituisce la terza piazza al compagno di squadra, come prestabilito. Da segnalare il giro veloce di Fernando Alonso, che chiude in sesta posizione, e i ritiri di Paul di Resta e di Nico Hülkenberg, quest'ultimo protagonista di una battaglia con Kevin Magnussen, negli ultimi giri.

### Risultati
I risultati del Gran Premio sono i seguenti:
| Pos | Nº | Pilota            | Costruttore               | Giri | Tempo/Ritiro                | Griglia | Punti |
| --- | -- | ----------------- | ------------------------- | ---- | --------------------------- | ------- | ----- |
| 1   | 5  | Sebastian Vettel  | Ferrari                   | 70   | 1h39'46"713                 | 1       | 25    |
| 2   | 7  | Kimi Räikkönen    | Ferrari                   | 70   | +0"908                      | 2       | 18    |
| 3   | 77 | Valtteri Bottas   | Mercedes                  | 70   | +12"462                     | 3       | 15    |
| 4   | 44 | Lewis Hamilton    | Mercedes                  | 70   | +12"885                     | 4       | 12    |
| 5   | 33 | Max Verstappen    | Red Bull Racing-TAG Heuer | 70   | +13"276                     | 5       | 10    |
| 6   | 14 | Fernando Alonso   | McLaren-Honda             | 70   | +1'11"223                   | 7       | 8     |
| 7   | 55 | Carlos Sainz Jr.  | Toro Rosso                | 69   | +1 giro                     | 9       | 6     |
| 8   | 11 | Sergio Pérez      | Force India-Mercedes      | 69   | +1 giro                     | 13      | 4     |
| 9   | 31 | Esteban Ocon      | Force India-Mercedes      | 69   | +1 giro                     | 11      | 2     |
| 10  | 2  | Stoffel Vandoorne | McLaren-Honda             | 69   | +1 giro                     | 8       | 1     |
| 11  | 26 | Daniil Kvjat      | Toro Rosso                | 69   | +1 giro                     | 16      |       |
| 12  | 30 | Jolyon Palmer     | Renault                   | 69   | +1 giro                     | 10      |       |
| 13  | 20 | Kevin Magnussen   | Haas-Ferrari              | 69   | +1 giro                     | 15      |       |
| 14  | 18 | Lance Stroll      | Williams-Mercedes         | 69   | +1 giro                     | 17      |       |
| 15  | 94 | Pascal Wehrlein   | Sauber-Ferrari            | 68   | +2 giri                     | 18      |       |
| 16  | 9  | Marcus Ericsson   | Sauber-Ferrari            | 68   | +2 giri                     | 20      |       |
| 17  | 27 | Nico Hülkenberg   | Renault                   | 67   | Freni                       | 12      |       |
| Rit | 40 | Paul di Resta     | Williams-Mercedes         | 60   | Perdita d'olio              | 19      |       |
| Rit | 8  | Romain Grosjean   | Haas-Ferrari              | 20   | Ruota                       | 14      |       |
| Rit | 3  | Daniel Ricciardo  | Red Bull Racing-TAG Heuer | 0    | Collisione con M.Verstappen | 6       |       |
| SP  | 19 | Felipe Massa      | Williams-Mercedes         |      | Malato                      |         |       |

## Classifiche mondiali

### Piloti
| Pos | Pilota            | Punti |
| --- | ----------------- | ----- |
| 1   | Sebastian Vettel  | 202   |
| 2   | Lewis Hamilton    | 188   |
| 3   | Valtteri Bottas   | 169   |
| 4   | Daniel Ricciardo  | 117   |
| 5   | Kimi Räikkönen    | 116   |
| 6   | Max Verstappen    | 67    |
| 7   | Sergio Pérez      | 56    |
| 8   | Esteban Ocon      | 45    |
| 9   | Carlos Sainz Jr.  | 35    |
| 10  | Nico Hülkenberg   | 26    |
| 11  | Felipe Massa      | 23    |
| 12  | Lance Stroll      | 18    |
| 13  | Romain Grosjean   | 18    |
| 14  | Kevin Magnussen   | 11    |
| 15  | Fernando Alonso   | 10    |
| 16  | Pascal Wehrlein   | 5     |
| 17  | Daniil Kvjat      | 4     |
| 18  | Stoffel Vandoorne | 1     |

### Costruttori
| Pos | Costruttore          | Punti |
| --- | -------------------- | ----- |
| 1   | Mercedes             | 357   |
| 2   | Ferrari              | 318   |
| 3   | Red Bull-TAG Heuer   | 184   |
| 4   | Force India-Mercedes | 101   |
| 5   | Williams-Mercedes    | 41    |
| 6   | Toro Rosso           | 39    |
| 7   | Haas-Ferrari         | 29    |
| 8   | Renault              | 26    |
| 9   | McLaren-Honda        | 11    |
| 10  | Sauber-Ferrari       | 5     |

## Decisioni della FIA
Al termine della gara, la Haas è stata multata di 5.000 Euro per aver rimandato in pista, durante la gara, la vettura di Romain Grosjean, senza che tutte le gomme fossero fissate correttamente.
Kevin Magnussen, giunto tredicesimo, è penalizzato di cinque secondi sul tempo di gara e di due punti sulla Superlicenza, per aver costretto Nico Hülkenberg a uscire di pista.
A seguito dell'incidente con il compagno di squadra Daniel Ricciardo, Max Verstappen, oltre alla penalità di dieci secondi comminatagli durante la gara, subisce la decurtazione di due punti sulla Superlicenza.